# Krigsåret 1932

## Pågående krig
- Chacokriget (1932-1935)[1]
  - Bolivia på ena sidan
  - Paraguay på andra sidan

- Kinesiska inbördeskriget (1927-1949)
  - Republiken Kina på ena sidan
  - Kinas kommunistiska parti på andra sidan

## Händelser

### Februari
- 27 - Lapporörelsen iscensätter det så kallade Mäntsäläupproret i Finland.

### September
- 16 - Japanska trupper begår en massaker på civila i staden Pingdingshan, Manchuriet.

### Fotnoter
1. ↑  ”Chronological List of All Wars”. Arkiverad från originalet den 9 oktober 2014. https://web.archive.org/web/20141009082543/http://www.correlatesofwar.org/COW2%20Data/WarData_NEW/WarList_NEW.pdf. Läst 29 juni 2011.